# Batthyány tér HÉV-állomás
A Batthyány tér a H5-ös HÉV belső végállomása, melyet a MÁV-HÉV Helyiérdekű Vasút Zrt. (MÁV-HÉV) üzemeltet.

## Története
A háromvágányos, föld alatti fejállomást a 2-es metró második szakaszával együtt, 1972. december 23-án adták át a forgalomnak.
2019-ben az állomáson POKET Zsebkönyvautomatát állítottak fel.

## Forgalom
| Járat | Útvonal | Gyakoriság      |
| ----- | --- | --------------- |
|       | Batthyány tér – Margit híd, budai hídfő – Szépvölgyi út – Tímár utca – Szentlélek tér – Filatorigát – Kaszásdűlő – Aquincum – Rómaifürdő – Csillaghegy – Békásmegyer                                                                                            | 5-30 percenként |
|       | Batthyány tér – Margit híd, budai hídfő – Szépvölgyi út – Tímár utca – Szentlélek tér – Filatorigát – Kaszásdűlő – Aquincum – Rómaifürdő – Csillaghegy – Békásmegyer – Budakalász – Budakalász, Lenfonó – Szentistvántelep – Pomáz – Pannóniatelep – Szentendre | 7-30 percenként |

## Megközelítés budapesti tömegközlekedéssel
- Metró:
- Villamos:  19, 41
- Busz:  11, 39, 111
- Éjszakai busz:  990